# Bataille de Marais des Cygnes
Guerre de Sécession
Batailles
Expédition de Price au Missouri
- Fort Davidson
- 4e Boonville
- Glasgow
- Lexington
- Little Blue River
- 2e Independence
- Byram's Ford
- Westport
- Marais des Cygnes
- Mine Creek
- Marmiton River
- 2e Newtonia

La bataille de Marais des Cygnes (prononcé Mare D' Zeen) s'est déroulée le 25 octobre 1864, dans le comté de Linn, au Kansas pendant le raid de Price au Missouri dans la guerre de Sécession. Elle est aussi appelée la bataille d'Osage, ou la bataille de Trading Post. Elle s'avère être la première des trois actions interconnectées le même jour, toutes comportant des éléments de l'armée du Missouri confédérée du major général Sterling Price, et de la division de cavalerie provisoire de l'Union commandée par le major général Alfred Pleasonton.
Au cours de cette bataille, les deux brigades de cavalerie de Pleasonton, une sous les ordres du colonel John F. Philips et une autre sous ceux du colonel Frederick Benteen, rattrapent l'arrière-garde de Price à Trading Post, au Kansas. L'armée de Price couvre la traversée de la rivière du Marais des Cygnes avec un train d'approvisionnement sudiste. Bien incapables d'empêcher le passage ou d'infliger de sérieux dommages sur les forces confédérées, les soldats de Pleasonton parviennent à capturer des prisonniers et de l'artillerie, forçant Price à poursuivre sa retraite. Cela a conduit à un deuxième engagement à Mine Creek en fin de matinée, suivie d'une bataille finale à Marmiton River dans l'après-midi. Les trois victoires unionistes reportées ce jour-là scellent le destin de la campagne de Price.

## Contexte
Pendant la guerre de Sécession, les autorités de la Confédération sont à la recherche d'un avantage dans la prochaine élection présidentielle américaine de 1864. Pour cette raison, ils décident de tenter de reprendre le territoire du Missouri pour aider à convaincre les habitants du Nord de voter contre l'actuel président, Abraham Lincoln. Avec le Missouri comme territoire confédéré, ils sont convaincus que cela leur donnerait l'avantage pour gagner la guerre. Avec les commandements du lieutenant général Edmund Kirby Smith, Sterling Price rassemble une armée pour relever ce défi. Après cela, il perd ses unités d'infanterie lors d'une réaffectation, et est contraint de créer une cavalerie pour le raid.
Price mène ensuite une expédition dans le Missouri cherchant à capturer l'État pour la Confédération, ou au moins obtenir des répercussions négatives sur les chances de réélection d'Abraham Lincoln en 1864. Price remonte à travers l'État remportant des batailles le long du chemin, jusqu'à ce qu'il soit interrompu par les troupes de l'Union lors de la bataille de Westport, près de l'actuel Kansas City, au Missouri. L'armée de Pirce est vaincue par les forces de l'Union sous le commandement des majors généraux Samuel R. Curtis et Alfred Pleasonton. Price commence à se retirer rapidement vers le sud vers sa base dans l'Arkansas. Pendant ce temps, Pleasonton, commandant une division de cavalerie de l'Union, le poursuit dans le Kansas, espérant capturer ou détruire son armée avant qu'il puisse atteindre le territoire confédéré. Cela a conduit à trois batailles le 25 octobre qui détruisent la cavalerie de Price, et aboutit à son évacuation du Kansas. Les trois batailles sont la bataille de Marais des Cynges, la bataille de Mine Creek, et la bataille de Marmiton River.

## Bataille

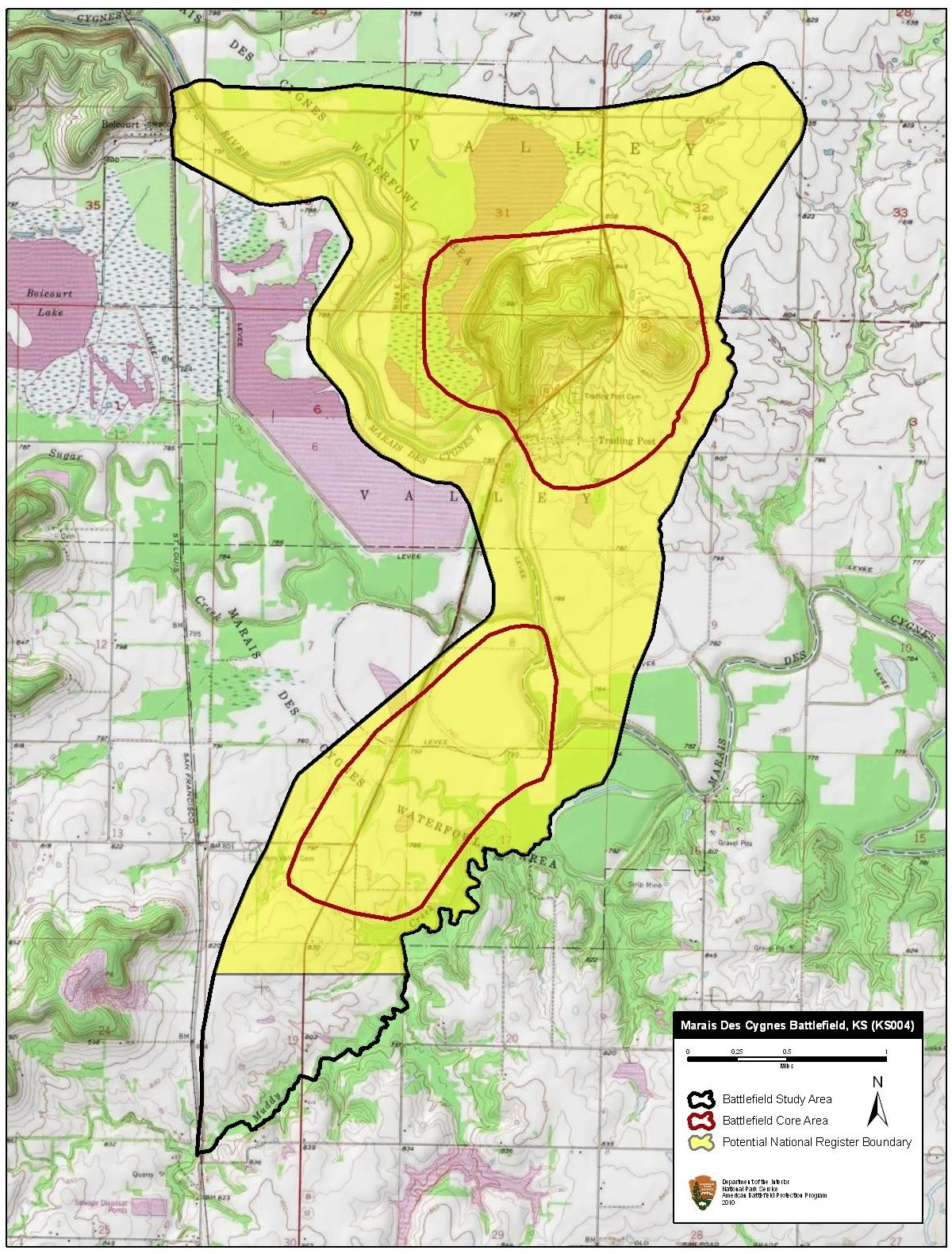
Carte du champ de bataille de Marais des Cygnes et des zones d'étude par le programme de protection des champs de bataille américains.

Après la défaite à Westport, l'armée en retraite du général Price est entravée par la présence d'un train d'approvisionnement assez grand, contenant plus de 500 wagons en partie remplis avec des fournitures de guerre dont le Sud a désespérément besoin. Le 24 octobre, Price et sa cavalerie mettent en place le camp à côté de la rivière de Marais des Cygnes près de Trading Post. Le temps de cette nuit-là est terrible avec de la pluie et des températures froides. La cavalerie de Pleasonton se rapproche de Price, et il sait qu'il a installé son camp dans la région. Pleasonton envoie deux brigades pour dépasser Price. La première brigade, sous le commandement du colonel John Philips, comprend trois régiments de la milice de l'État du Missouri et s'élève à 1 500 hommes. La deuxième sous le commandement du lieutenant-colonel Frederick Benteen comprend les régiments de l'Iowa, du Missouri et deux compagnies du 7th Indiana. Au cours de la matinée brumeuses qui suit, vers 4h du matin, l'armée de Pleasonton tire avec l'artillerie, et après ces tirs, les hommes de Pleasonton attaquent le camp.
Cela pousse Price à donner l'ordre à ses troupes de traverser la rivière immédiatement, laissant le brigadier général James Fagan affronter les troupes de l'Union alors que Price évacue le train d'approvisionnement. Selon un récit, les confédérés abandonnent leur camp si rapidement que les cavaliers de l'Union qui attaquent arrivent sur les feux de camp avec de la viande en train de cuire sur une broche. Un autre récit de la bataille déclare que les tirs au fusil des deux côtés sont inefficaces à cause du brouillard. Les tirs confédérés sont aussi été effectués des hauteurs, étant positionnés sur une haute crête d'environ deux cents pieds au-dessus des troupes de l'Union. Les pertes sont inconnues, mais il est connu qu'elles sont peu nombreuses. Malgré le fait que les troupes de l'Union ne parviennent pas à empêcher Price de traverser la rivière et de s'échapper momentanément, les troupes de l'Union capturent environ 100 confédérés et deux canons. Après cette bataille, les troupes de l'Union continuent de poursuivre l'armée de Price, mais ils sont retardés par la pluie et le gonflement de la rivière.

## Conséquences
Après la victoire de l'Union au Marais des Cygnes, les forces de l'Union continuent de suivre Price lors de sa tentative de se replier vers le territoire confédéré. Environ six miles au sud du lieu de la bataille sur la rivière Marais des Cygnes, Phillips et Benteen et leurs brigades de cavalerie rattrapent le train de wagons de Price, alors qu'il tente de traverser la Mine Creek. La bataille qui s'ensuit de Mine Creek, va être l'un des plus grands, sinon le plus grand, engagement de cavalerie de l'ensemble de la guerre de Sécession, et aboutit à la capture de deux généraux confédérés, à la mort d'un autre général confédéré et à la capture de centaines de soldats confédérées. Les troupes de l'Union obligent également les confédérés à laisser derrière eux une grande partie du train d'approvisionnement qu'ils déplacent.
Après l'altercation à Mine Creek, Price et ses officiers tentent de rallier leurs troupes là où une rivière bloque leur plan d'évacuation. Ici, à la rivière Marimton, les troupes de l'Union, sous le commandement du brigadier général John McNeil attaquent Price et les troupes confédérées. De nombreux hommes de l'Union ne sont pas armés, et McNeil n'est pas sûr de la taille exacte des troupes de Price, et après quelques heures d'escarmouche, McNeil décide qu'ils ne peut pas poursuivre efficacement le reste des troupes confédérées, et il cesse l'attaque.
Ceci met fin à la poursuite de l'Union de l'armée de Price ; il trouve son chemin de retour en Arkansas. Ses ordres et ses plans de prendre le Missouri pour la Confédération se terminent. Il n'a pas seulement échoué dans sa mission, mais elle a abouti à une grande perte en hommes. Ce raid a duré environ un mois, mais n'a jamais vraiment eu une chance de réussir.

## Petite fille perdue
William Forse Scott, un participant unioniste de la bataille, écrit dans The Story of a Cavalry Regmient: the Career of the Fourth Iowa Veteran Volunteers à propos d'une rencontre que les hommes ont eu avec une jeune fille. Ils étaient en mouvement sur la crête qu'ils venaient juste de prendre aux troupes confédérées au cours de la bataille de Marais des Cygnes. Alors que deux hommes avançaient et ils ont entendu un cri venant de près d'eux. Ils ont ensuite entendu un second cri et se mirent à regarder autour.
Quand ils ont trouvé d'où venait le cri, ils ont trouvé une petite fille allongée près d'un rocher. Ils ont déclaré que la jeune fille ne pouvait pas avoir plus de six ans. Ils étaient loin de la route la plus proche, et il n'y avait pas de maison en vue. Lorsqu'ils l'ont interrogée, la jeune fille a confirmé qu'elle pourrait retrouver son chemin vers sa maison, s'ils la remettaient sur la route, et un homme de l'Union est retourné avec elle et a fait en sorte qu'elle atteignit une maison occupée. Après s'être assuré que la jeune fille serait aidée, l'homme est revenu.
Le reste des troupes est descendu de la crête, et sur leur chemin vers le bas, ils ont remarqué une école-maison à proximité. Il est supposé qu'elle y était la veille, et parce que les troupes confédérées occupaient la route la plus proche avec leur trains d'approvisionnement, elle a dû essayer de les éviter et s'est perdue sur la colline en chemin. Cela voudrait dire qu'elle s'est vite endormie lorsque les troupes de l'Union ont attaqué. Elle était couchée entre les deux cavaleries et n'a pas été blessée lors de la bataille.